# Rhytidoponera rufiventris
Rhytidoponera rufiventris är en myrart som beskrevs av Auguste-Henri Forel 1915. Rhytidoponera rufiventris ingår i släktet Rhytidoponera och familjen myror. Inga underarter finns listade i Catalogue of Life.